# Pemphigonotus vixen
Pemphigonotus vixen är en tvåvingeart som först beskrevs av Charles Howard Curran 1936.  Pemphigonotus vixen ingår i släktet Pemphigonotus och familjen fritflugor. Inga underarter finns listade i Catalogue of Life.